# 몰도바의 경제
몰도바의 경제는 인간 개발 지수가 높은 중상위 소득 경제이다. 몰도바는 동유럽의 육지로 둘러싸인 나라로, 동쪽으로 우크라이나, 서쪽으로 루마니아와 국경을 접하고 있다.

## 개요
몰도바는 흑해와 가까워 온화하고 화창한 기후를 보인다. 비옥한 초르노젬의 토양은 밀, 옥수수, 보리, 담배, 사탕무, 콩을 지탱한다. 소고기와 젖소가 사육되고 양봉이 널리 행해진다. 몰도바의 가장 잘 알려진 생산품은 중부와 남부 지역에 집중된 광범위하고 잘 발달된 포도밭이다. 몰도바는 리큐어와 스파클링 와인을 생산한다. 그것은 또한 해바라기씨, 호두, 사과, 그리고 다른 과일들로도 알려져 있다. 이는 농업과 식품 가공에 이상적인 지역으로, 국내총생산의 약 40%를 차지한다.
유채씨(8만5천톤)와 같은 다른 농산물의 소규모 생산품도 생산된다. 몰도바는 세계에서 20~25번째로 포도와 사과 생산량이 많고, 자두와 해바라기 씨앗 생산량은 세계에서 10~15번째로 많다.

부문별 GDP, 1989년, 1999년, 2015년

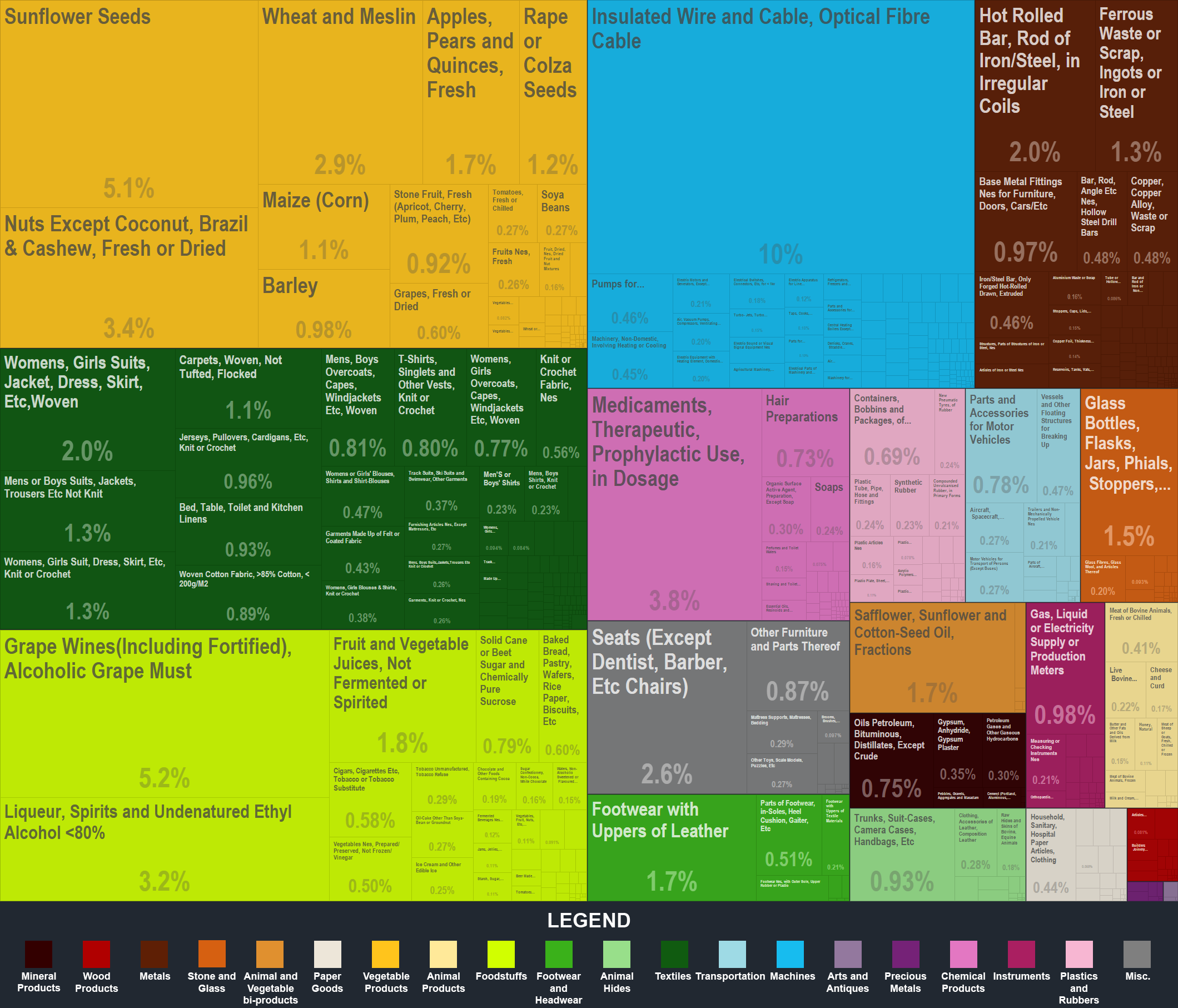
2013년 몰도바의 수출 제품 차트

몰도바는 다른 구소련 공화국들처럼 경제적 어려움을 겪었다. 구소련의 나머지 국가들에 대한 에너지와 원자재 의존도가 높았기 때문에 소련의 붕괴에 따른 무역 파탄은 가뭄과 내전으로 악화되기도 했다. 1998년의 러시아 루블화 평가절하는 몰도바 경제에 해로운 영향을 미쳤지만, 2000년 이후 경제 성장은 꾸준하다.
몰도바는 독립 이후 경제 개혁에 진전을 이루었다. 정부는 대부분의 가격을 자유화하고 대부분의 기초 소비재에 대한 보조금을 단계적으로 폐지했다. 1993년 3월에 시작된 프로그램은 전체 주택의 80%를 민영화하고 2,000개에 가까운 중소기업과 대기업을 민영화하여 무주택과 실업률을 증가시켰다. 2000년 미국의 지원 프로그램을 통해 몰도바의 거의 모든 농경지를 사유화한 것도 성공적이었다. 주식시장은 1995년 6월에 개장했다.
인플레이션은 1994년 105% 이상에서 1997년 11%로 낮아졌다. 비록 러시아의 1998년 통화 평가절하 이후 인플레이션이 다시 치솟았지만, 몰도바는 2000년 18.4%, 2001년 6.3%, 2002년 4.4%로 몰도바를 통제하는데 큰 진전을 이루었다. 2003년에는 가뭄으로 인한 농산물 가격 상승으로 인플레이션이 15.7%에 달했지만 2004년에는 12.5%로 낮아졌다. 원화는 2003년과 2004년 첫 달에 상당히 절상되었다. 5월에 이르러 레우는 1999년 말 이후 최고치를 기록했다. 몰도바 국립은행이 외환시장에 대한 매입을 크게 늘린 후, 레우는 2004년 11월부터 12월까지 미국 달러 대비 12.00~12.50으로 안정되었다.
몰도바는 자유 시장 경제로의 전환을 계속하고 있다. 2004년 연말 실질 GDP 성장률은 8%로 5년 연속 플러스 성장을 기록했다. 2000년 이전 몰도바의 GDP 성장률이 독립 이후 1년 동안만 플러스 성장을 기록했다는 점을 고려하면 이 성장은 인상적이다. 2004년의 예산 집행도 인상적이었는데, 실제 통합 예산 수입이 1년 중 대부분 예상치를 1.4% 초과하였다.
2004년 민영화 결과는 중요하지 않았다. 몇몇 소규모 기업과 와이너리 하나가 2004년에 민영화되었지만, 정부는 두 개의 배전 회사를 포함한 몇몇 더 큰 국영 기업들의 민영화를 무기한 연기하였다. 산발적이고 비효율적인 법 집행, 경제적, 정치적 불확실성, 정부의 괴롭힘과 간섭은 외국인 직접투자의 유입을 계속 막고 있다.
수입은 2004년 1월부터 9월까지 수출보다 더 빠르게 증가하였고, 높은 가격의 에너지 수입이 몰도바의 주요 수출품인 농산물과 농업 가공품의 가치를 앞지르면서 무역 조건은 악화되었다.
2002년 몰도바는 채무불이행을 피하기 위해 유로채권을 3960만 달러로 재조정하였다. 2004년 5월 몰도바는 러시아 가스프롬에 총 1억 1450만 달러의 어음을 단돈 5천만 달러에 교환했다. 몰도바는 2003년 중반에 양국 채권자들에게 더 이상 빚을 갚지 않겠다고 통보했다. 2004년 예산은 정부 예산의 약 6%로 외채 상환(이자) 자금을 지원했으며, 2005년 예산은 외채 상환을 약 4%로 예상했다. 국제 통화 기금(IMF)과 세계은행은 2002년 7월 몰도바에 대한 대출을 재개했고, 2003년 7월 다시 대출을 중단했다. 몰도바는 2004년 빈곤퇴치 전략을 통과시켰지만 아직 국제 금융 기구와 합의점을 찾지 못했다.
몰도바에서 소비되는 전력의 70%는 우크라이나에서 수입되며, 30%만이 몰도바에서 생산된다.

## 무역 정책
세계은행에 따르면 몰도바의 2001년 가중평균관세율은 2.8%(세계은행 자료를 구할 수 있는 가장 최근 연도)였다. (세계은행은 2001년 수치를 2005년 지수에서 3.9%로 하향 조정했다.) 2004년 세계은행 보고서는 "몰도바의 수입과 수출에 대한 비공식적인 장벽의 범위, 예를 들어 번거롭고 제한적인 무역 절차, 부패, 부담스럽고 부적절한 규제와 높은 운송 비용"에 주목하고 있다. 수정된 무역요소 방법론에 근거해 보면 몰도바의 무역정책 점수는 변동이 없다.

## 지역 개발
국가들은 선진 시장과 국경을 공유함으로써 무역과 개발을 촉진하는 경향이 있다. 아래는 몰도바의 주변국들의 1990년과 2015년의 1인당 GDP와 두 나라 간의 무역 가치 표이다. 루마니아는 1990년 몰도바의 3분의 1에 불과했던 1인당 GDP에서 2015년에는 4배 이상 큰 GDP로 발전했다. 반면 우크라이나는 몰도바에 대한 우위를 6% 가까이 줄였다. 이는 우크라이나에 대한 수출 가치가 루마니아에 대한 수출의 약 10%에 불과하기 때문에 무역에서 확연히 드러난다.

## 재정 부담
몰도바의 최고 소득세율은 22퍼센트이다. 최고 법인세율은 2005년 1월부터 20%에서 18%로 인하됐다. 2003년 GDP 대비 정부지출은 2002년 3.0%포인트 증가했던 것에 비해 1.2%포인트 증가한 33.6%를 기록했다.

## 정부 개입
세계은행은 2003년 정부가 GDP의 17.7%를 소비했다고 보고했다. 같은 해 몰도바는 국제 통화 기금(IMF)의 자료에 근거해 국유기업과 정부 소유 부동산에서 수익의 4.93%를 받았다.

## 통화 정책
1995년부터 2004년까지 몰도바의 연평균 인플레이션율은 11.99%였다.

## 임금 및 물가
정부는 대규모 국유 부문을 통해 물가에 영향을 미친다. 경제부에 따르면 국가는 독점적으로 제공하는 상품과 서비스의 가격과 지방세 지역이 제공하는 전기나 열에너지, 토지, 의료, 서비스의 가격을 규제하고 있다. 몰도바의 최저임금은 국가직 공무원과 민간직 임금이 높은 두 가지이다.
2015년 월평균 급여는 MDL 4611(약 210유로/235달러)로 2014년에 비해 10.5%(0.7%) 올랐다.
2015년 12월 국가공무원 평균봉급은 4162명, 민간부문 평균봉급은 5684명으로 2014년에 비해 각각 4.0%, 8.6% 올랐다.

## 비공식 시장
국제 투명성 기구의 2004년 몰도바 점수는 2.3이다. 이후 2005년 몰도바의 비공식 시장 점수는 4이다. 2011년 몰도바의 부패 점수는 2.9점으로 2004년보다 높아져 국제 투명성 가 종료되었다.

## 같이 보기
- 몰도바